# Dioon stevensonii
Dioon stevensonii là một loài thực vật hạt trần trong họ Zamiaceae. Loài này được Nic.-Mor. & Vovides mô tả khoa học đầu tiên năm 2009.